# اروینگ آلن
اروینگ آلن (انگلیسی: Irving Allen; ۲۴ نوامبر ۱۹۰۵ – ۱۷ دسامبر ۱۹۸۷) تهیه‌کننده فیلم، کارگردان فیلم و کارآفرین اهل ایالات متحده آمریکا بود، که در سال ۱۹۵۱ شرکت وارویک فیلمز را تأسیس کرد.